# Princesse tam.tam
Cet article concerne la marque de lingerie. Pour le film avec Joséphine Baker, voir Princesse Tam Tam.
Princesse tam.tam est une société française spécialisée dans la lingerie et la corseterie, le homewear et le bain, fondée en avril 1985 par les sœurs Loumia et Shama Hiridjee.

## Histoire
- 1985 : Les sœurs Hiridjee, Loumia et Shama, ouvrent une boutique de cadeaux rue Bréa, dans le 6e arrondissement de Paris
- 1987 : 1re collection lingerie Princesse tam.tam
- 1991 : 1re collection homewear
- 1993 : 1re collection de maillots de bain
- 1996 : Rachat de la licence lingerie Lulu Castagnette[3]
- 2003 : Rachat des licences lingerie Kookaï[3] et Daniel Hechter

En 2008, si Loumia Hiridjee et Mourad Amarsy sont toujours aux commandes de la griffe Princesse tam.tam, celle-ci appartient à leur holding financière Petit Véhicule qui a elle-même été rachetée à hauteur de 95 %, le 1er décembre 2005, par le groupe japonais de distribution et textile Fast Retailing pour un montant de 70 millions d'euros,. En 2005, l'enseigne est la deuxième chaîne de distribution française (dans son secteur, en nombre de magasins derrière le Groupe Etam) lorsqu'elle est revendue au groupe japonais Fast Retailing, le propriétaire d'Uniqlo.
Le 27 novembre 2008, à l'âge de 45 ans, Loumia Hiridjee et son mari Mourad Amarsy trouvent la mort dans les attentats terroristes de Bombay qui font plus de 180 victimes,.
Début mars 2021, la direction se prépare à fermer 7 magasins Princesse tam.tam (sur les près de 200 que compte la marque) ainsi que l'ensemble des points de vente présents dans les grands magasins, et se déployer sur la vente en ligne. Ainsi, 68 emplois (sur les 600 que compte la marque) seraient supprimés dans le cadre d’un plan de départ volontaire.
En juin 2023, Fast Retailing annonce la suppression de 27 magasins sur les 69 que compte le groupe en France avec la suppression de 84 postes sur 235 employés à CDI.
En juin 2025, Princesse Tam-Tam annonce en parallèle de Comptoir des cotonniers, également détenu par Fast Retailing, leur mise en redressement judicaire.

### Production et distribution
Princesse tam.tam dessine ses modèles en France et sous-traite principalement la fabrication dans cinq sites : au Maroc, en Tunisie, au Portugal pour la lingerie de nuit, dans l'océan Indien (notamment à Madagascar et à l’Ile Maurice) pour la corseterie, et en Asie.
Côté distribution, elle utilise quatre réseaux :
- les boutiques en nom propre,
- les détaillants multi-marques,
- les grands magasins internationaux tels les Galeries Lafayette, le Printemps, Harrod's, Saks Fifth Avenue, Selfridges...
- la vente par correspondance.

Avec un réseau qui compte 157 boutiques en France et 12 à l’étranger, Princesse tam.tam occupe la seconde place dans le secteur de la lingerie, derrière Etam.

## Communication
Entre 2003 et 2005, Princesse tam.tam collabore avec le photographe Jean-Baptiste Mondino qui signe ainsi ses premières photographies de lingerie. Jugés plus osés, énergiques et sensuels, les visuels de Jean-Baptiste Mondino marquent ainsi le changement d'image amorcé en 2001.
En 2005, la campagne adopte alors un ton plus intimiste pour répondre au « besoin de douceur et de tranquillité » de l'époque.